# 山田尚辉
山田尚辉（日语： Naoki Yamada，2000年3月11日—），日本男子羽毛球運動員，亦為現役日本國家羽毛球隊（B隊）成員。現屬屬於东日本电信电话株式会社羽毛球部。

## 簡歷
2022年4月，山田尚辉与搭档池内萌繪出战墨西哥羽毛球國際挑戰賽，在混双决赛以2比1（21-15、18-21、21-10）战胜了赛会3/4号种子、美国的邱愷翔/珍妮·蓋，夺得了首座国际挑战赛混双冠军。

## 主要比賽成績
只列出曾進入準決賽的國際賽事成績：
| 年份   | 賽事                     | 公開賽級別 | 項目     | 拍檔     | 成績   |
| ------ | ------------------------ | ---------- | -------- | -------- | ------ |
| 2022年 | 北港羽毛球國際賽         | 國際挑戰賽 | 混合雙打 | 池内萌繪 | 準決賽 |
| 2022年 | 聖但尼羽毛球公開賽       | 國際挑戰賽 | 混合雙打 | 池内萌繪 | 亞軍   |
| 2022年 | 墨西哥羽毛球國際挑戰賽   | 國際挑戰賽 | 混合雙打 | 池内萌繪 | 冠軍   |
| 2023年 | 泰國羽毛球國際系列賽     | 國際系列賽 | 男子雙打 | 柴田一树 | 冠軍   |
| 2023年 | 馬來西亞羽毛球國際挑戰賽 | 國際挑戰賽 | 男子雙打 | 柴田一树 | 準決賽 |
| 2023年 | 巴林羽毛球國際挑戰賽     | 國際挑戰賽 | 男子雙打 | 柴田一树 | 冠軍   |
| 2024年 | 塞班島羽毛球國際賽       | 國際挑戰賽 | 男子雙打 | 柴田一树 | 準決賽 |
| 2025年 | 中國瑞昌羽毛球大師賽     | 超級100賽  | 男子雙打 | 柴田一树 | 準決賽 |
| 2025年 | 越南羽毛球國際挑戰賽     | 國際挑戰賽 | 男子雙打 | 柴田一樹 | 亞軍   |

| 2018-2026年 | 總決賽 | 超級1000賽 | 超級750賽 | 超級500賽 | 超級300賽 | 超級100賽 | 國際挑戰賽 | 國際系列賽 | 未來系列賽 | 其他 |

## 外部連結
- 山田尚辉在世界羽球聯盟的登錄資料